# ورخنه ادریسوو
ورخنه ادریسوو (به لاتین: Verkhneidrisovo) یک منطقهٔ مسکونی در روسیه است که در باشقیرستان واقع شده‌است.